# Crepis hololeion
Crepis hololeion là một loài thực vật có hoa trong họ Cúc. Loài này được (Maxim.) Sennikov mô tả khoa học đầu tiên năm 2001.